# Jan Marco Müller
Jan Marco Müller (geboren am 11. Mai 1971 in Karlsruhe) ist ein deutscher Wissenschaftsberater und Wissenschaftsdiplomat. Er diente von 2020 bis 2022 als erster Wissenschafts- und Technologieberater des Europäischen Auswärtigen Dienstes und koordiniert derzeit (Stand Mai 2024) die Entwicklung eines Europäischen Rahmens für die Wissenschaftsdiplomatie.

## Ausbildung
Müller wuchs im Marburger Stadtteil Cappel auf und studierte Geographie an der Philipps-Universität Marburg, an der er im Jahr 2000 mit einer Dissertation über Struktur und Probleme des Verkehrssystems in Kolumbien promovierte. Müller war Policy Fellow an der Universität Cambridge und der Universität von Colorado Boulder.

## Wirken
Müller diente 2000–2004 als Vorstandsassistent von Peter Fritz am Helmholtzzentrum für Umweltforschung (UFZ) in Leipzig. In dieser Zeit fungierte er auch als Sekretär der Partnership for European Environmental Research (PEER). Von 2004 bis 2007 war er Programmmanager am damaligen Institut für Umwelt und Nachhaltigkeit der Gemeinsamen Forschungsstelle der Europäischen Kommission in Ispra (Italien) und arbeitete anschließend am Centre for Ecology & Hydrology in Wallingford (Vereinigtes Königreich). 2009–2012 leitete er das Büro des Generaldirektors der Gemeinsamen Forschungsstelle der Europäischen Kommission in Brüssel.
Einer breiteren Öffentlichkeit wurde er bekannt als Leiter des Büros von Dame Anne Glover, der Wissenschaftlichen Chefberaterin des damaligen Präsidenten der Europäischen Kommission José Manuel Barroso (2012–2015). In diese Zeit fiel die Gründung zahlreicher Netzwerke und Initiativen im Bereich der wissenschaftlichen Politikberatung, etwa des International Network for Governmental Science Advice (INGSA) und des European Science Advisors Forum (ESAF), an denen Müller aktiv beteiligt war. Nach Auflösung des Büros durch den neuen Kommissionspräsidenten Jean-Claude Juncker gestaltete Müller den Aufbau des jetzigen wissenschaftlichen Beratungsmechanismus der Europäischen Kommission mit.
2017–2020 diente Müller als Koordinator für Wissenschaftsdiplomatie und Mitglied der Geschäftsführung am Internationalen Institut für Angewandte Systemanalyse (IIASA) in Laxenburg bei Wien. 2020 erfolgte seine Bestellung zum ersten Wissenschafts- und Technologieberater des Europäischen Auswärtigen Dienstes. Seit 2022 koordiniert er in der Generaldirektion Forschung und Innovation der Europäischen Kommission die Bereiche Wissenschaftsdiplomatie und multilaterale Beziehungen.
2023 wurde er zum Fellow des Internationalen Wissenschaftsrats (ISC) ernannt.